# Mouloud Bouriche
Mouloud Bouriche, né le 8 mai 1985, est un joueur de handball algérien

## Biographie
- JSE Skikda

- CR Bordj Bou Arreridj

- MC Alger

## Palmarès

### En club
JSE Skikda
- vainqueur du championnat d'Algérie 2014-2015

- finaliste de la Coupe d'Algérie  2006 ، 2009
- quatrième de la Ligue des champions 2011

CR Bordj Bou Arreridj
- vainqueur du Championnat d'Algérie 2018-2019

### avec l'Équipe d'Algérie
- 6e place au Championnat d'Afrique 2018 ( Gabon)